# Empire City (Oklahoma)
Empire City es un pueblo ubicado en el condado de Stephens en el estado estadounidense de Oklahoma. En el año 2010 tenía una población de 955 habitantes y una densidad poblacional de 33,87 personas por km².

## Geografía
Empire City se encuentra ubicado en las coordenadas 34°27′50″N 98°2′17″O / 34.46389, -98.03806 (34.463922, -98.038008).

## Demografía
Según la Oficina del Censo en 2000 los ingresos medios por hogar en la localidad eran de $39,722 y los ingresos medios por familia eran $43,304. Los hombres tenían unos ingresos medios de $34,844 frente a los $23,750 para las mujeres. La renta per cápita para la localidad era de $17,190. Alrededor del 6.4% de la población estaban por debajo del umbral de pobreza.